# Spuiten en Slikken
Spuiten en Slikken (dt. Spritzen und Schlucken) war eine niederländische Sendung des Fernsehsenders BNN, die sich mit Themen aus dem Gebiet Drogen und Sexualität befasste. Die erste Ausstrahlung erfolgte am 10. Oktober 2005, die Sendung lief wöchentlich bis November 2018.
Es wurden Gäste in die Sendung eingeladen, mit denen über ein bestimmtes Thema diskutiert wurde. Überdies wurden anhand kurzer Dokumentationen subjektive Drogenerfahrungen des Co-Moderators Filemon Wesselink dargestellt, so konsumierte dieser Drogen wie z. B. Ecstasy, Marihuana oder auch Kokain und schilderte sein Empfinden. Sowohl die Sendung an sich als auch die Gespräche wurden zuerst (von 2005 bis 2008) von Sophie Hilbrand, im Laufe der Jahre von verschiedenen anderen Menschen moderiert.